# Дамад Мехмед Али-паша
Дамад Мехмед Али-паша (тур. Damad Mehmed Ali Paşa; 1813—1868) — турецкий государственный деятель, великий визирь Османской империи (3 октября 1852 — 14 мая 1853). Вместе с Фуад-пашой, Мехмедом Эмин Али-пашой и Мустафой Решид-пашой, он был одним из главных реформаторов периода Танзимата.

## Биография
Родился в 1813 году в деревне Хемшин (район Чаели, провинция Ризе). Его отцом был Хаджи Омер Ага. В детстве вместе с отцом он приехал в Стамбул и поступил на службу к капудан-паше Пабуччу Ахмед-паше. После его смерти Мехмед поступил в Эндерун.
В 1845 году Мехмед Али-паша женился на османской принцессе Адиле-султан (1826—1899), дочери султана Махмуда II и сестре султана Абдул-Меджида I, получив титул «Дамат» (зять султана).
В 1845—1847, 1848—1849, 1851, 1855—1858, 1858—1853, 1866—1867 годах Дамад Мехмед Али-паша шесть раз занимал должность капудан-паши (каптан-ы дерья) Османской империи. В 1847 году он стал член меджлиса.
В 1849—1851, 1853—1854 годах занимал также должность сераскера.
3 октября 1852 года Дамад Мехмед Али-паша был назначен великим визирем Османской империи. Занимал этот пост в течение семи месяцев и двенадцати дней. 14 мая 1853 года Дамад Мехмед Али-паша был отправлен в отставку. Он был обвинен в подстрекательстве к организации заговора во время правления великого визиря Мустафы Решид-паши и отправлен в ссылку. Но после 2-3 недель пребывания в ссылке Дамад Мехмед Али-паша при содействии своей жены Адиле-султан вернулся в Стамбул.
В 1866 и 1867 годах Дамад Мехмед Али-паша дважды был членом меджлиса. В 1867 году институт каптан-ы дерья была упразднена, было введено адмиралтейство. Дамад Мехмед Али-паша вошел в историю как последний каптан-ы-дерья Османской империи.
Скончался в Стамбуле в 1868 году. Он был похоронен в мавзолее его жены Адиле-султан, расположенном на пирсе Босан.

## Дети
У Дамад Мехмеда Али-паши и Адиле-султан было четверо детей:
- Хайрие Ханым-султан, дважды замужем
- Сидика Ханым-султан, умерла в младенчестве
- Султанзаде Исмаил-бей, умер в младенчестве
- Алие Ханым-султан, умерла в младенчестве.

До брака с Адиле-султан паша уже был женат и имел по меньшей мере одного ребенка — сына Махмуда Эдхема, который был женат на дочери Абдул-Меджида I Рефие-султан.